# Communauté de communes du Val de Dronne
La communauté de communes du Val de Dronne est une ancienne communauté de communes française située dans le département de la Dordogne, en région Aquitaine.

## Historique
La communauté de communes du Val de Dronne a été créée le 27 décembre 2002.
Par arrêté no 121324 du 6 décembre 2012, un projet de fusion est envisagé entre la communauté de communes du Val de Dronne, celle des Hauts de Dronne, celle du Ribéracois et celle du Verteillacois. La nouvelle entité, effective le 1er janvier 2014, porte le nom de communauté de communes du Pays Ribéracois, renommée en 2019 en communauté de communes du Périgord Ribéracois.

## Composition
De 2003 à 2013, la communauté de communes du Val de Dronne regroupait dix communes : Lisle et neuf des onze communes du canton de Montagrier (seules en étaient absentes Douchapt et Segonzac) :
1. Celles
2. Chapdeuil
3. Creyssac
4. Grand-Brassac
5. Lisle
6. Montagrier
7. Paussac-et-Saint-Vivien
8. Saint-Just
9. Saint-Victor
10. Tocane-Saint-Apre

## Administration
| Période                                  | Période       | Identité       | Étiquette | Qualité                                                              |
| ---------------------------------------- | ------------- | -------------- | --------- | -------------------------------------------------------------------- |
| janvier 2003                             | décembre 2013 | Jeannick Nadal | PS        | Maire de Saint-Victor (depuis 1989) Conseiller général (depuis 2008) |
| Les données manquantes sont à compléter. |               |                |           |                                                                      |

## Compétences
- Action sociale
- Activités culturelles ou socioculturelles
- Activités périscolaires
- Activités sportives
- Assainissement collectif
- Assainissement non collectif
- Collecte des déchets des ménages et déchets assimilés
- Développement économique
- Environnement
- Établissements culturels, socioculturels, socioéducatifs ou sportifs
- Plans locaux d'urbanisme
- Tourisme
- Traitement des déchets des ménages et déchets assimilés
- Voirie
- Zones d'activités industrielle, commerciale, tertiaire, artisanale ou touristique

### Sources
- Le SPLAF (Site sur la Population et les Limites Administratives de la France)
- La base ASPIC de la Dordogne - (Accès des Services Publics aux Informations sur les Collectivités)